# Torrecampo
Torrecampo település Spanyolországban, Córdoba tartományban. Torrecampo Almodóvar del Campo, Conquista, Villanueva de Córdoba, Pedroche, Dos Torres és El Guijo községekkel határos. Lakosainak száma 1000 fő (2024).

## Népesség
A település népessége az elmúlt években az alábbi módon változott:
| Lakosok száma | 1410 | 1396 | 1320 | 1300 | 1264 | 1202 | 1150 | 1059 | 1020 | 1000 |
|               | 2001 | 2004 | 2006 | 2009 | 2011 | 2014 | 2016 | 2019 | 2021 | 2024 |